# 6. november
6. november er dag 310 i året i den gregorianske kalender (dag 311 i skudår). Der er 55 dage tilbage af året.
Dagen er en af de uheldige i Tycho Brahes kalender.

### Begivenheder
Født - Dødsfald
- 1429 - Henrik 6., som blev udpeget til konge i en alder af otte måneder, krones til konge af England. To år senere krones han også til konge af Frankrig i Paris.
- 1572 - En supernova observeres i stjernebilledet Cassiopeia af den danske astronom Tyge "Tycho" Brahe.
- 1632 - Sveriges Gustav 2. Adolf bliver dræbt ved Lützen under trediveårskrigen.
- 1828 - Elverhøj, det danske nationalskuespil, har premiere på Det Kongelige Teater.
- 1860 - Abraham Lincoln vælges som USA's 16. præsident.
- 1861 - Jefferson Davis vælges til præsident for Sydstaterne.
- 1862 - Der etableres telegrafforbindelse mellem New York og San Francisco.
- 1869 - Der opdages diamanter ved Kimberley, Sydafrika.
- 1888 - Demokraten Grover Cleveland vinder hovedparten af stemmerne ved præsidentvalget i USA, men taber i valgkollegiumet til den republikanske udfordrer Benjamin Harrison.
- 1893 - Den danske Statstelefon oprettes
- 1906 - Nordisk Films Kompagni A/S oprettes af Ole Olsen (filmmand)
- 1908 - Svenska dagen indstiftes af Svenska folkpartiet i Finland.
- 1917 - Det tredje slag ved Ypres ender.
- 1918 - Den Anden Polske Republik udråbes.
- 1919 - Første gruppe wienerbørn kommer til København.
- 1928 - Republikaneren Herbert Hoover bliver USA's 31. præsident.
- 1944 - Det lykkedes for første gang at producere plutonium ved Hanford Atomic Facility. Grundstoffet bruges senere i Fat Man atombomben der kastes over Nagasaki.
- 1956 - Opførelsen af den 122 m høje Kariba-dæmning over Zambezi-floden påbegyndes.
- 1962 - FN's generalforsamling vedtager en resolution om fordømmelse af apartheidpolitikken i Sydafrika og opfordrer alle medlemmer til at stoppe al handels- og militær samkvem med landet.
- 1975 - Sex Pistols spiller deres første koncert på en skole i London.
- 1985 - Amerikansk presse afslører, at præsident Ronald Reagan har givet grønt lys for salg af våben til Iran. Det udvikler sig til en større politisk skandale, der benævnes "Irangate".
- 1998 - Hugo Chávez vælges til præsident for Venezuela
- 1999 - Ved en folkeafstemning i Australien afviser australierne at erstatte den britiske monark med en præsident.
- 2001 - Michael Bloomberg vælges til borgmester i New York.
- 2001   - Det belgiske luftfartsselskab Sabena bliver erklæret konkurs.

### Født
- 1814 - Adolphe Sax, belgisk opfinder (død 1894).
- 1833 - Jonas Lie, norsk forfatter (død 1908).
- 1854 - John Philip Sousa, amerikansk komponist (død 1932).
- 1866 - Johannes Jørgensen, dansk digter (død 1956).
- 1867 - Marie Bregendahl, dansk forfatter (død 1940).
- 1880 - Robert Musil, østrigsk forfatter (Manden uden egenskaber) (død 1942).
- 1885 - Martin O'Meara, irsk-australsk sergent, Victoria Cross modtager (død 1935).
- 1907 - Regin Prenter, dansk præst og teolog (død 1990).
- 1910 - Betty Söderberg, dansk skuespiller (død 1993).
- 1925 - Michel Bouquet, fransk skuespiller.
- 1931 - Mike Nichols, amerikansk filminstruktør (død 2014).
- 1941 - Grethe Fenger Møller, dansk politiker fra Det Konservative Folkeparti.
- 1942 - Helge Adam Møller, dansk folketingsmedlem for Det Konservative Folkeparti.
- 1945 - Jodle Birge, dansk sanger og komponist (død 2004).
- 1946 - Sally Field, amerikansk skuespillerinde.
- 1948 - Bent Hansen, dansk amtsborgmester og regionsrådsformand.
- 1949 - Nigel Havers, engelsk skuespiller.
- 1950 - Torben Lund, dansk socialdemokratisk politiker og tv-kommentator.
- 1951 - Helle Fastrup, dansk skuespillerinde.
- 1954 - Mango, italiensk sanger (død 2014).
- 1954 - Ole Vestergaard, dansk tv-medarbejder ved TV 2.
- 1954 - Kurt Thorsen, dansk tidligere byggematador.
- 1954 - Karin Fossum, norsk forfatterinde.
- 1959 - Morten Øberg, dansk jazzmusiker.
- 1970 - Ethan Hawke, amerikansk skuespiller.
- 1974 - Frank Vandenbroucke, belgisk landevejscykelrytter
- 1979 - Street Mass, dansk rapper.

### Dødsfald
- 1632 - Gustav 2. Adolf af Sverige, svensk konge (født 1594) - død i kamp.
- 1650 - Vilhelm 2. af Oranien, statholder i Nederlandene (født 1626).
- 1796 - Katharina 2. af Rusland, kejserinde (født 1729).
- 1836 - Karl 10. af Frankrig, fransk konge (født 1757).
- 1893 - Pjotr Iljitj Tjajkovskij, russisk komponist (født 1840).
- 1908 - Thorvald Krak, dansk forlægger. (født 1830).
- 1930 - Holger Pedersen, dansk skuespiller (født 1888).
- 1951 – Julius Hartmann, dansk fysiker (født 1881).
- 1960 - Erich Raeder, tysk storadmiral (født 1876).
- 2006 - Jean-Jacques Servan-Schreiber, fransk jounalist og politiker (født 1924).
- 2007 - Holger Laumann, dansk musiker, komponist og pædagog (født 1942)
- 2011 - Margaret Field, amerikansk skuespillerinde (født 1922).
- 2011 - Carl Nyrén, svensk arkitekt (født 1917).
- 2012 - Clive Dunn, engelsk skuespiller (født 1920).
- 2013 - Ace Parker, amerikansk basketballspiller (født 1912).
- 2014 - William Rosenberg, dansk skuespiller (født 1920).

|  | Denne datoartikel kan blive bedre, hvis der indsættes et (bedre) billede Du kan hjælpe ved at afsøge Wikimedia Commons for et passende billede eller uploade et godt billede til Wikimedia Commons iht. de tilladte licenser og indsætte det i artiklen. |